# Hypselaster limicolus
Hypselaster limicolus is een zee-egel uit de familie Schizasteridae.
De wetenschappelijke naam van de soort werd in 1878 gepubliceerd door Alexander Agassiz.